# ۲۲ یارد
«۲۲ یارد» (انگلیسی: 22 Yards) یک فیلم هندی و محصول سال ۲۰۱۴ است.

## داستان
فیلم داستان یک بازیکن کریکت را شرح می‌دهد.